# Brachyhypopomus diazi
Espèce
Brachyhypopomus diazi est une espèce de poissons de la famille des Hypopomidae.

## Distribution
Cette espèce est endémique du Venezuela, elle se rencontre dans le bassin de l'Orénoque.

## Description
C'est un Poisson électrique.

## Publication originale
- Fernández-Yépez, 1972 : Análisis ictiológico del complejo hidrográfico (04) "Río Yaracuy". Direccion de Obras Hidraulicas, Ministerio de Obras Publicas, Republica de Venezuela, p. 1-25.